# Нижняя Байгора
Нижняя Байгора — село Верхнехавского района Воронежской области.
Административный центр Нижнебайгорского сельского поселения.

## Население
| 2000 | 2005 | 2010 |
| ---- | ---- | ---- |
| 837  | ↘787 | ↘575 |

## Улицы
| - ул. Весёлая, - ул. Калинина, - ул. Кирова, - ул. Мира, | - ул. Московская, - ул. Пролетарская, - ул. Пушкина, - ул. Свободная, | - ул. Тельмана, - ул. Титова, - ул. Чапаева. |

## Известные уроженцы
- Шабанов, Иван Михайлович (род. 1939) — советский и российский политический деятель. Первый секретарь Воронежского обкома КПСС. Губернатор Воронежской области.